# Sân bay quốc tế Lviv
Sân bay quốc tế Lviv (tiếng Ukraina: Міжнародний аеропорт "Львів") (IATA: LWO, ICAO: UKLL) là một sân bay ở Lviv, Ukraina. Sân bay cách trung tâm Lviv 6 km. Năm 2010, sân bay phục vụ 481.900 lượt khách.

## Các hãng hàng không và các điểm đến
Các hãng hàng không sau có các tuyến bay theo lịch trình đến Sân bay quốc tế Lviv kể từ tháng 12/2006:
- Aerosvit Airlines (Kiev-Boryspil)
- Austrian Airlines (Viên)
- Carpatair (Timişoara)
- LOT Polish Airlines (Warszawa)
- Lviv Airlines (Kyiv-Boryspil, Lisboa, Madrid, Moskva-Domodedovo, Moskva-Vnukovo, Napoli, Roma-Ciampino, Simferopol, Tbilisi)
- Ukraine International Airlines (Barcelona, Frankfurt, Kiev-Boryspil)